# 焼き場に立つ少年

焼き場に立つ少年

『焼き場に立つ少年』（やきばにたつしょうねん、英: The Boy Standing by the Crematory）は、アメリカ合衆国のカメラマン、ジョー・オダネルが1945年に撮影したとされる写真である。写真の原題は「焼き場にて、長崎、1945年」（英: Cremation Site, Nagasaki 1945）。

## 概要
10歳くらいと思われる少年が、口を固く結びながらまっすぐに立っており、視線をまっすぐ前に向けている。少年は、目を閉じた幼児を背負っている。この幼児は少年の弟で、すでに息を引き取っており、少年は火葬の順番を待っているものとされる。
被写体の少年の身元は、2023年現在も明らかになっていない。この写真が撮影された時期について、美術史研究家の吉岡栄二郎は、1945年（昭和20年）10月6日もしくは7日頃ではないか、と推定している。撮影された場所は、長崎であるとされているが、長崎のどこであるかは明らかでなく、そもそも長崎ではないとする指摘もあるが、2021年のNHKの調査により、長崎本線道ノ尾駅近くの踏切と地形がほぼ一致することが判明している。また、少年の上着の着合わせや名札を付ける位置から、この写真が裏焼き、すなわち左右反転している可能性が指摘されている。少年の傍にある境界標石に刻まれている文字については、「縣」の字である可能性が指摘されている。また、少年の足元には、ケーブルが3本敷かれている。

## 由来
1945年、オダネルが川岸の火葬場において『焼き場に立つ少年』を撮影する。1946年、帰米後、オダネルは『焼き場に立つ少年』を含む写真フィルムをトランクの中にしまい込み、封印する。1989年、アメリカ国内で反核運動が展開される中、オダネルは、ケンタッキー州にある教会において、原爆による被爆者の像を目にし、核の恐怖を伝えていく決意を固め、およそ43年ぶりにトランクを開ける。
2007年7月、長崎県美術館で催された展示会で、『焼き場に立つ少年』が特別展示される。同年10月、『焼き場に立つ少年』が長崎市に寄贈され、長崎原爆資料館に展示される。2017年の年末、ローマ教皇のフランシスコが、この写真を印刷したカードを、署名と「戦争がもたらすもの」という言葉を添えて、世界の教会に配布するように指示を出す。